# Liparetrus reburrus
Liparetrus reburrus är en skalbaggsart som beskrevs av Britton 1980. Liparetrus reburrus ingår i släktet Liparetrus och familjen Melolonthidae. Inga underarter finns listade i Catalogue of Life.